# Ловелл, Стив
Стивен Уильям Генри Ловелл (англ. Stephen William Henry Lovell; 6 декабря 1980, Амершем, Англия) — английский футболист, игравший на позиции нападающего. 

## Карьера

### «Портсмут»
Ловелл начал свою карьеру в 1998 году, когда он стал игроком основного состава «Борнмута», но затем неожиданно подписал контракт с «Портсмутом» за 250 000 фунтов стерлингов. За «Борнмут» Стив сыграл лишь несколько игр, не отметившись голом. Затем он отправился в аренду в «Эксетер Сити», «Шеффилд Юнайтед» (где он забил один гол в матче против «Уотфорда») и «Куинз Парк Рейнджерс».

### «Данди»
Ловелл подписал контракт с шотландским клубом премьер-лиги «Данди» летом 2002 года. Он провел три сезона на «Денс Парк», забив 35 мячей в 98 матчах.

## Личная жизнь
В 2008 году обручился с шотландской певицей и автором песен Эми Макдональд, осенью 2012 пара объявила о разрыве. 
Сводный брат футболиста и тренера Эдди Хау. 